# Octave Mirbeau
Octave Mirbeau   (Trévières, 16 de febrer de 1848 - París, 16 de febrer de 1917) va ser un novel·lista, dramaturg i periodista francès reputat i temut. Les seves obres s'han traduït a més de 30 països arreu del món.

## Biografia
Mirbeau va nàixer a la vila de Trévières, a la Normandia (Calvados). El 1849, la família es va instal·lar després a Rémalard, a l'antic comtat de Perche. Després de la guerra i de la seva traumàtica realitat, va deixar Rémalard i es traslladà a París, on va començar a subministrar articles a diversos periòdics: L'Ordre de Paris, Le Figaro, Le Gaulois, L'Écho de Paris, La Revue blanche i Le Journal. Va conèixer Guy de Maupassant, Edmond de Goncourt, Émile Zola, Claude Monet, Auguste Rodin i Camille Pissarro, entre d'altres. Es va casar el 1887 amb Alice Regnault.
A partir de 1886, va publicar diverses novel·les autobiogràfiques: Le calvaire (El calvari), 1886, la seva primera obra mestra; L'abbé Jules ('L'abat Jules'), 1888, primera novel·la dostoievskiana, i Sébastien Roch, 1890, on denunciava l'educació religiosa i la hipocresia burgesa. Concretament, a Sébastien Roch fa referència a l'experiència traumàtica que va suposar la seva estada amb els jesuïtes de Vannes –«un infern», segons va descriure el 1862 al seu confident Alfred Bansard– i la violència sexual que s'hi produïa, agreujada per la diferència d'edat, cosa que constituïa abús sexual infantil. Fou conegut sobretot per les seves novel·les Le jardin des supplices (El jardí dels suplicis), 1899, i Le journal d'une femme de chambre (Diari d'una cambrera), 1900, el seu llibre més famós. Mirbeau va ser un dels primers a introduir una visió dostoievskiana dels personatges (exploració de l'inconscient i pessimisme existencial).

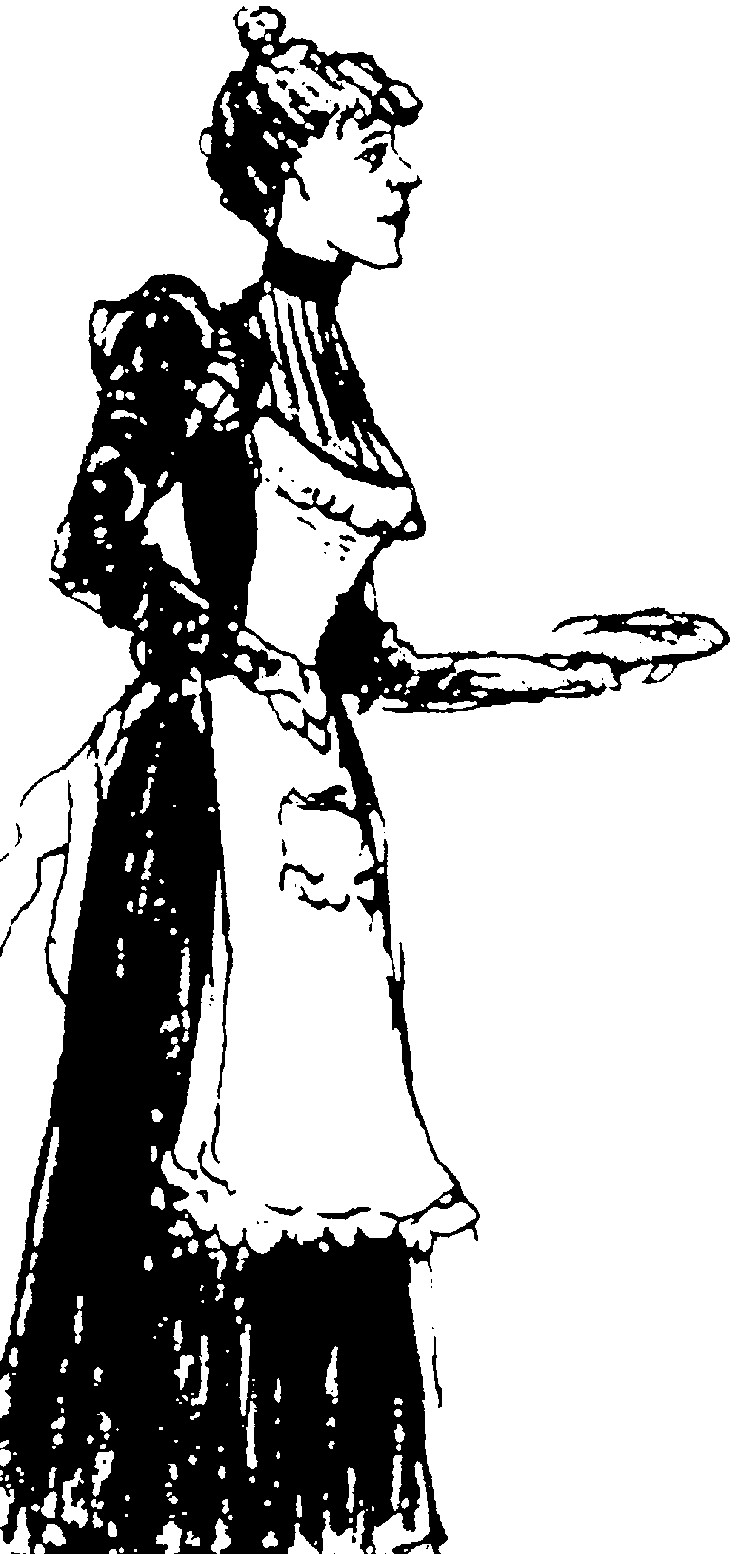
Octave Mirbeau, la cambrera Célestine, del Diari d'una cambrera, 1900

Mirbeau va escriure també peces teatrals: Les mauvais bergers (Els mals pastors), tragèdia estrenada a París el 1897; Le portefeuille (La cartera), 1902; Les affaires sont les affaires (Els negocis són els negocis), 1903, comèdia que va guanyar el premi Molière com a millor autor i millor espectacle el 1995; Farces et moralités ('Farses i moralitats'), 1904, i Le foyer (La llar), comèdia, 1908, millor espectacle el 1990. Hi estigmatitza la família, el matrimoni, la religió, l'exèrcit i la pàtria.
Activista polític i intel·lectual, Mirbeau no va deixar de lluitar contra totes les ideologies. Polemista anticlerical i llibertari, preconitzarà l'abstenció en les eleccions, d'ençà de 1888, i abraçà els ideals anarquistes: considerava que el socialisme d'Estat era contradictori a la llibertat de l'individu. El 1898, durant el cas Dreyfus, juntament amb altres intel·lectuals, Mirbeau prendrà partit pels seus defensors; i va pagar la multa de Zola que, sumada als costos del procés de difamació per J'accuse, es va elevar a 7.555,25 francs.
Mirbeau va ser també crític de l'art avantguardista i va fer costat a joves pintors i escriptors com Claude Monet, Vincent Van Gogh, Camille Claudel, Pierre Bonnard, Félix Vallotton, Maurice Maeterlinck, Marguerite Audoux, Léon Werth…
A partir de 1910, Mirbeau va deixar d'escriure. Va morir a París el 1917 el dia del seu aniversari.

## L'intel·lectual compromès
Octave Mirbeau és la millor encarnació de l'intel·lectual compromès per raons ètiques, amb total independència respecte als partits i els sindicats. Rebutjant qualsevol disciplina i el llenguatge fals, no va obeir sinó la seva consciència i mena els seus combats en nom de la veritat i de la justícia. D'una extrema lucidesa, estableix una pedagogia de xoc per tal d'obligar els lectors a descobrir els homes i les institucions socials més enllà de les aparences de respectabilitat enganyosa de la classe dominant.

## Obres principals
- Le calvaire, novel·la (1886).
- L'abbé Jules, novel·la (1888).
- Sébastien Roch, novel·la (1890).

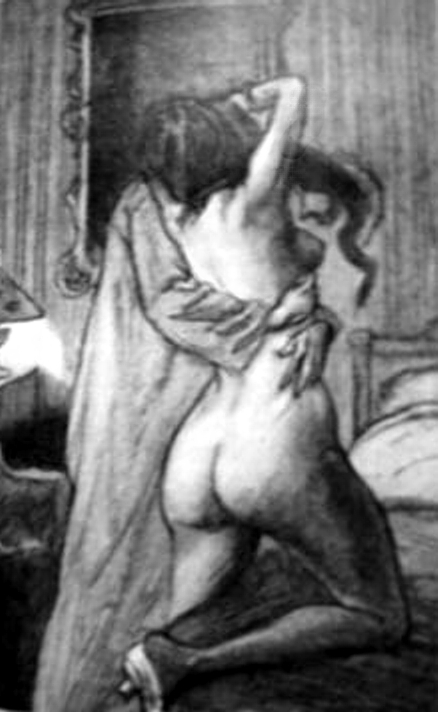
Georges Jeanniot, Le calvaire (1901)

- Dans le ciel, novel·la (1892-1893).
- Les Mauvais bergers (1897), drama tràgic en cinc actes (Els mals pastors, traducció de Felip Cortiella i Ignasi J. Sardà, 1902).
- Le jardin des supplices, novel·la (1899).
- Les Mémoires de mon ami, novel·la (1899).
- Le Journal d'une femme de chambre (1900), novel·la (Diari d'una cambrera, traducció d'Àngels Bassas, Antonio Simón Rodriguez i Santiago Sans, inèdit, 1994).
- Les 21 jours d'un neurasthénique, novel·la (1901).
- Les affaires sont les affaires (Els negocis són negocis), comèdia en tres actes (1903).
- Farces et moralités, 6 comèdies en un acte (1904) (La cartera, traducció de Carles Costa, 1910; Escrúpols, traducció de Carles Costa, 1909; L'epidèmia, traducció de Virgili Ambròs, inèdit, [s.d.]).
- La 628-E8, novel·la (1907).
- Le Foyer, comèdia en tres actes (1908).
- Dingo, novel·la (1913).
- La Mort de Balzac (1989) (La Mort de Balzac, Barcelona, Sd Edicions, 2012, traducció d'Anna Casassas).
- Contes cruels (1990).
- L'Affaire Dreyfus (1991).
- Lettres de l'Inde (1991).
- Combats esthétiques (1993).
- L'Amour de la femme vénale (1994).
- Correspondance générale (2003-2006-2009).
- Combats littéraires (2006).